# Julius Kopeček
Julius Kopeček (1. února 1886–1952) byl český a československý politik a poslanec Revolučního národního shromáždění za Československou stranu socialistickou.

## Biografie
V letech 1918–1920 zasedal v Revolučním národním shromáždění za Československou stranu socialistickou (dříve národní sociálové, pozdější národní socialisté). Profesí byl řídícím učitelem.
Byl učitelem na měšťanských školách v Brně. K roku 1918 se uvádí jako činovník Sokola v regionu Dolních Kounic. V roce 1922 byl zvolen starostou Dolních Kounic.
V letech 1923–1928 byl přísedícím zemského výboru v Brně a v letech 1928–1935 členem zemského zastupitelstva a výboru za stranu národně socialistickou.